# Кавингтон (Тексас)
Кавингтон (енгл. Covington) град је у америчкој савезној држави Тексас. По попису становништва из 2010. у њему је живело 269 становника.

## Демографија
Према попису становништва из 2010. у граду је живело 269 становника, што је 13 (4,6%) становника мање него 2000. године.
| Група             | 2000.       | 2010.       |
| Белци             | 250 (88,7%) | 238 (88,5%) |
| Афроамериканци    | 9 (3,2%)    | 0 (0,0%)    |
| Азијати           | 0 (0,0%)    | 1 (0,4%)    |
| Хиспаноамериканци | 18 (6,4%)   | 25 (9,3%)   |
| Укупно            | 282         | 269         |